# پالوما کویاتکوسکی
پالوما کویاتکوسکی (انگلیسی: Paloma Kwiatkowski؛ زادهٔ ۲۹ مهٔ ۱۹۹۴) یک هنرپیشه اهل کانادا است. وی از سال ۲۰۱۲ میلادی تاکنون مشغول فعالیت بوده‌است. 